# Jeongnam-myeon
Jeongnam-myeon (koreanska: 정남면) är en socken i den nordvästra delen av Sydkorea,  50 km sydväst om huvudstaden Seoul. Den ligger i kommunen Hwaseong i provinsen Gyeonggi.